# 心に届く詩
「心に届く詩」（こころにとどくうた）は、Lia（Veil）のシングル。2010年12月15日にポニーキャニオンから発売された。

## 概要
- 本作ではVeilとの共同名義としてリリースされている[1]。

- 表題曲「心に届く詩」は、PlayStation Portable用ゲーム『シャイニング・ハーツ』の主題歌として使用されている。
- カップリングには同ゲームイメージソング「WHITE and SHADOW 〜夢幻の輪舞〜」が収録されている。
- 表ジャケットには、リック、カグヤ、ミストラルがプリントされている。

## 収録曲
1. 心に届く詩 [4:45]
作詞： Bee'、作曲：上松範康、編曲：藤田淳平
2. WHITE and SHADOW〜夢幻の輪舞〜 [5:28]
作詞：澤田剛、作曲・編曲：菊田裕樹
3. 心に届く詩（Instrumental）
4. WHITE and SHADOW〜夢幻の輪舞〜（Instrumental）

## タイアップ
| 曲名                           | タイアップ                                        |
| ------------------------------ | ------------------------------------------------- |
| 心に届く詩                     | PSP用ゲーム『シャイニング・ハーツ』主題歌         |
| WHITE and SHADOW〜夢幻の輪舞〜 | PSP用ゲーム『シャイニング・ハーツ』イメージソング |